# Justin Long
Justin Jacob Long (Fairfield, Connecticut, 1978. június 2. –) amerikai film- és színpadi színész.
Legismertebb szerepeit a Die Hard 4.0- ben és a Nem kellesz eléggé című vígjátékban játszotta. A Mac és az Apple reklámarca és szóvivője, ezért kapta a „The Mac Guy” becenevet. Az USA-ban ezen kívül több reklámban is feltűnik, például 2003-ban a Pepsi kampányában.

## Élete
Justin R. James Long a filozófia és a latin nyelv professzorának és Wendy Lesniak, a Broadway színésznőjének második fia. Két testvére Damien és Christian, akik szintén színészként tevékenykednek. Nagymamája szicíliai származású. Justin hagyományos római katolikus neveltetést kapott.

## Pályafutása
Már az iskolás évei alatt is számos Broadway produkcióban lépett színpadra. Tanulmányai befejeztével gyerek színicsoportokat rendezett Connecticutban. Viszonylag későn, 21 éves korában debütált az Galaxy Quest – Galaktitkos küldetés című vígjátékban Tim Allen oldalán 1999-ben. Az ismertséget a 2001-es horror, az Aki bújt, aki nem hozta meg számára. Lindsay Lohan barátját formálta meg a Kicsi kocsi – Tele a tankban. 2006-ban a Felvéve című filmben volt látható mint főszereplő, Bartleby Gaines. Az Alvin és a mókusok című vígjátékhoz a hangját kölcsönözte. 2007-ben Bruce Willis partnere a Die Hard negyedik részében, amiben egy hackert alakít. Rövid szerepet kapott a Zack és Miri pornót forgat című vígjátékban, amiben Brandon St. Randy-t, egy meleg pornósztárt alakított. 2009-ben a Nem kellesz eléggé című vígjátékban játszott többek között Drew Barrymore-ral, Jennifer Anistonnal, Ben Affleckkel, Scarlett Johanssonnal, Bradley Cooperrel. Az animációs Alfa és Omegában (2010) Humphrey hangja. Legutóbbi komédiája a Hétmérföldes szerelem, ahol Drew Barrymore mellett játssza a főszerepet.

## Magánélete
Egy ideig Ginnifer Goodwin barátja volt, majd egy film kapcsán ismerkedett meg Drew Barrymore színésznővel, akivel 2007 és 2009 között hosszabb-rövidebb időre többször szakítottak.

## Filmográfia

### Film
| Év   | Cím                                   | Eredeti cím                             | Szerep                                     | Magyar hang          |
| ---- | ------------------------------------- | --------------------------------------- | ------------------------------------------ | -------------------- |
| 1999 | Galaxy Quest – Galaktitkos küldetés   | Galaxy Quest                            | Brandon                                    | Ifj. Morassi László  |
| 2001 | Boldog kempingezők                    | Happy Campers                           | Donald                                     |                      |
| 2001 | Aki bújt, aki nem                     | Jeepers Creepers                        | Darry Jenner                               | Simonyi Balázs       |
| 2002 | Álmok útján                           | Crossroads                              | Henry                                      | Boros Zoltán         |
| 2003 | Aki bújt, aki nem 2. – A második este | Jeepers Creepers 2                      | Darry Jenner (cameo)                       | Simonyi Balázs       |
| 2004 |                                       | Raising Genius                          | Hal Nestor                                 |                      |
| 2004 | Égnek áll                             | Hair High                               | Dwayne (hangja)                            |                      |
| 2004 | Kidobós: Sok flúg disznót győz        | DodgeBall: A True Underdog Story        | Justin Redman                              | Seder Gábor          |
| 2004 |                                       | Wake Up, Ron Burgundy: The Lost Movie   | Chris Harken                               |                      |
| 2005 |                                       | Robin's Big Date (rövidfilm)            | Robin                                      |                      |
| 2005 | Kicsi kocsi – Tele a tank             | Herbie: Fully Loaded                    | Kevin                                      | Dányi Krisztián      |
| 2005 | Ezt jól kifőztük!                     | Waiting...                              | Dean Saunders                              | Pálmai Szabolcs      |
| 2006 | A Big Foot expedíció                  | The Sasquatch Gang                      | Zerk Wilder                                | Szabó Máté           |
| 2006 | A magam útján                         | Dreamland                               | Mookie                                     |                      |
| 2006 | Szakíts, ha bírsz                     | The Break-Up                            | Christopher Hirons                         | Csizmadia Gergely    |
| 2006 | Felvéve                               | Accepted                                | Bartleby "B" Gaines                        | Hamvas Dániel        |
| 2006 | Hülyék paradicsoma                    | Idiocracy                               | Dr. Lexus                                  | Király Adrián        |
| 2007 | Die Hard 4.0 – Legdrágább az életed   | Live Free or Die Hard                   | Matthew "Matt" Farrell                     | Dányi Krisztián      |
| 2007 | Harc a Terra bolygóért                | Battle for Terra                        | Senn (hangja)                              | Császár András       |
| 2007 | Alvin és a mókusok                    | Alvin and the Chipmunks                 | Alvin Seville (hangja)                     | Dányi Krisztián      |
| 2007 | A lankadatlan: A Dewey Cox-sztori     | Walk Hard: The Dewey Cox Story          | George Harrison (cameo)                    | Papp Dániel          |
| 2008 | Vadbarmok                             | Strange Wilderness                      | Junior                                     | Sótonyi Gábor        |
| 2008 | Csak egy kis kurázsi                  | Just Add Water                          | Spoonie                                    |                      |
| 2008 | Zack és Miri pornót forgat            | Zack and Miri Make a Porno              | Brandon St. Randy                          | Dányi Krisztián      |
| 2008 | Ananász expressz                      | Pineapple Express                       | Justin (törölt jelenet)                    |                      |
| 2009 | Nem kellesz eléggé                    | He's Just Not That Into You             | Alex                                       | Csík Csaba Krisztián |
| 2009 | Ezt megint jól kifőztük!              | Still Waiting...                        | Dean Saunders (cameo)                      | Pálmai Szabolcs      |
| 2009 | Kaszinó a csatamezőn                  | Taking Chances                          | Chase Revere                               | Szatory Dávid        |
| 2009 | Rabulejtő szerelem                    | Serious Moonlight                       | Todd                                       | Welker Gábor         |
| 2009 | Pokolba taszítva                      | Drag Me to Hell                         | Clay Dalton                                | Dányi Krisztián      |
| 2009 | Ki nevet a végén?                     | Funny People                            | Re-Do fiú (cameo)                          |                      |
| 2009 |                                       | Beyond All Boundaries (rövidfilm)       | James R. Garrett / John H. Morris (hangja) |                      |
| 2009 | 51-es bolygó                          | Planet 51                               | Lem Kerplog (hangja)                       | Szente Vajk          |
| 2009 | Vén csontok                           | Old Dogs                                | Adam Devlin csapatvezető                   | Karácsonyi Zoltán    |
| 2009 | A halott túlélő                       | After.Life                              | Paul Coleman                               | Haumann Máté         |
| 2009 | Alvin és a mókusok 2.                 | Alvin and the Chipmunks: The Squeakquel | Alvin Seville (hangja)                     | Dányi Krisztián      |
| 2010 | Lázongó ifjúság                       | Youth in Revolt                         | Paul Saunders                              | Dányi Krisztián      |
| 2010 | Hétmérföldes szerelem                 | Going the Distance                      | Garrett Scully                             | Welker Gábor         |
| 2010 | Alfa és Omega                         | Alpha and Omega                         | Humphrey (hangja)                          | Papp Dániel          |
| 2011 | A cinkos                              | The Conspirator                         | Nicholas Baker                             | Szabó Máté           |
| 2011 | Újra együtt                           | 10 Years                                | Marty Burn                                 | Horváth Illés        |
| 2011 |                                       | Free Hugs (rövidfilm)                   | pénztáros fiú                              |                      |
| 2011 | Alvin és a mókusok 3.                 | Alvin and the Chipmunks: Chipwrecked    | Alvin Seville (hangja)                     | Dányi Krisztián      |
| 2012 | Szex, barátság, telefon               | For a Good Time, Call...                | Jesse                                      | Szabó Máté           |
| 2012 | A vőfélynek annyi                     | Best Man Down                           | Scott                                      | Dányi Krisztián      |
| 2013 | Movie 43: Botrányfilm                 | Movie 43                                | Robin                                      | Vida Péter           |
| 2013 |                                       | iSteve                                  | Steve Jobs                                 |                      |
| 2013 | A te eseted                           | A Case of You                           | Sam                                        | Dányi Krisztián      |
| 2013 |                                       | Walking with Dinosaurs                  | Patchi (hangja)                            |                      |
| 2014 |                                       | Ask Me Anything                         | Dan Gallo                                  |                      |
| 2014 | Veronica Mars                         | Veronica Mars                           | részeg fickó                               |                      |
| 2014 | A szerelem üstököse                   | Comet                                   | Dell                                       | Dányi Krisztián      |
| 2014 | Agyar                                 | Tusk                                    | Wallace Bryton                             | Welker Gábor         |
| 2014 | A hasonmás                            | The Lookalike                           | Holt Mulligan                              | Welker Gábor         |
| 2015 | Alvin és a mókusok – A mókás menet    | Alvin and the Chipmunks: The Road Chip  | Alvin Seville (hangja)                     | Dányi Krisztián      |
| 2016 | Jógamánia                             | Yoga Hosers                             | Yogi Bayer                                 | Zámbori Soma         |
| 2016 | Frank és Lola                         | Frank & Lola                            | Keith Winkleman                            |                      |
| 2016 |                                       | Lavender                                | Liam                                       |                      |
| 2016 |                                       | Ghost Team                              | Ross                                       |                      |
| 2016 |                                       | Trump Baby (rövidfilm)                  | Baby (hangja)                              |                      |
| 2017 | És aztán indulok                      | And Then I Go                           | Tim Hanratty                               |                      |
| 2017 |                                       | Literally, Right Before Aaron           | Adam Schulz                                |                      |
| 2019 | Jay és Néma Bob Reboot                | Jay and Silent Bob Reboot               | Brandon St. Randy                          |                      |
| 2019 |                                       | After Class                             | Josh Cohn                                  |                      |
| 2019 |                                       | The Wave                                | Frank                                      |                      |
| 2021 | A kúria úrnője                        | Lady of the Manor                       | Max                                        | Szabó Máté           |
| 2022 | Barbár                                | Barbarian                               | AJ Gilbride                                | Pál Tamás            |
| 2022 | A sötétség háza                       | House of Darkness                       | Hapgood "Hap" Jackson                      | Dányi Krisztián      |
| 2022 |                                       | Christmas with the Campbells            | David                                      |                      |
| 2022 |                                       | Clerks III                              | Orderly                                    |                      |
| 2023 |                                       | Dear David                              | Bryce                                      |                      |
| 2023 |                                       | It's a Wonderful Knife                  | Henry Waters                               |                      |
| 2024 |                                       | The 4:30 Movie                          | Stank                                      |                      |
| 2024 |                                       | Spin the Bottle                         | Stanton                                    |                      |
| 2025 | Fegyverek                             | Weapons                                 | Gary                                       |                      |